# 卡隆·貝斯特
卡隆·貝斯特（英語：Calum Best，1981年2月6日—），是出生於美國的模特兒。卡隆是已故足球選手喬治·貝斯的兒子。